# El Parnaso
El Parnaso är en ort i Mexiko.   Den ligger i kommunen Cárdenas och delstaten Tabasco, i den sydöstra delen av landet, 600 km öster om huvudstaden Mexico City. El Parnaso ligger 26 meter över havet och antalet invånare är 531.
Terrängen runt El Parnaso är mycket platt. Runt El Parnaso är det ganska glesbefolkat, med 45 invånare per kvadratkilometer. Närmaste större samhälle är Cárdenas, 9,9 km öster om El Parnaso. Trakten runt El Parnaso består till största delen av jordbruksmark.